# Doppelkeks

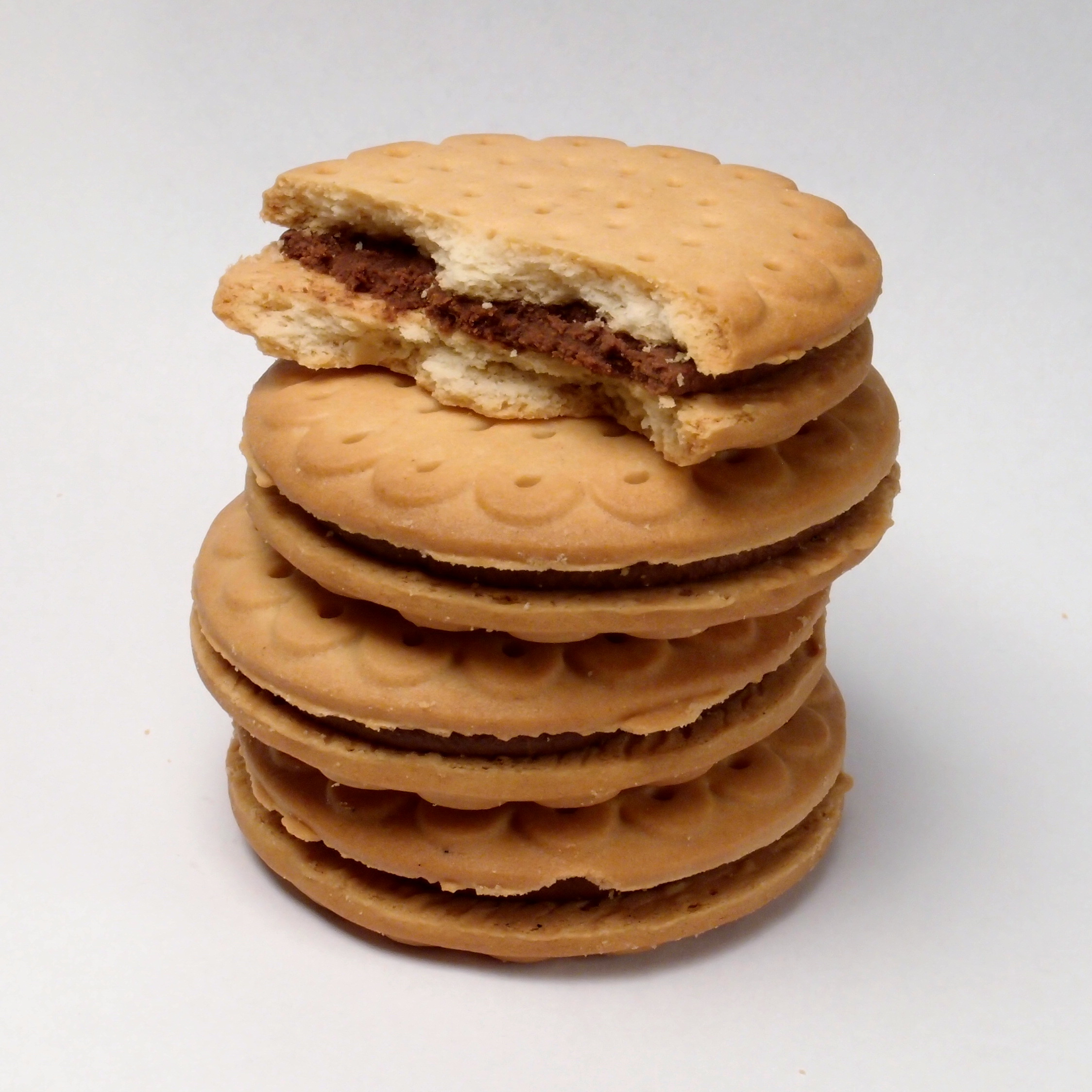
Doppelkekse

Ein Doppelkeks besteht aus zwei meist runden Keksen, zwischen denen sich eine Cremeschicht befindet. Die Cremeschicht besteht in der Regel aus Schokoladen-, Nuss-, Frucht- oder Buttercreme. Doppelkekse erhielten durch die meist industrielle Massenfertigung ihre heutige Popularität. Im Jahre 2008 war fast jeder fünfte in Deutschland verkaufte Keks ein Doppelkeks, was mehr als 50.000 Tonnen entspricht.

## Produkte

### Prinzen Rolle

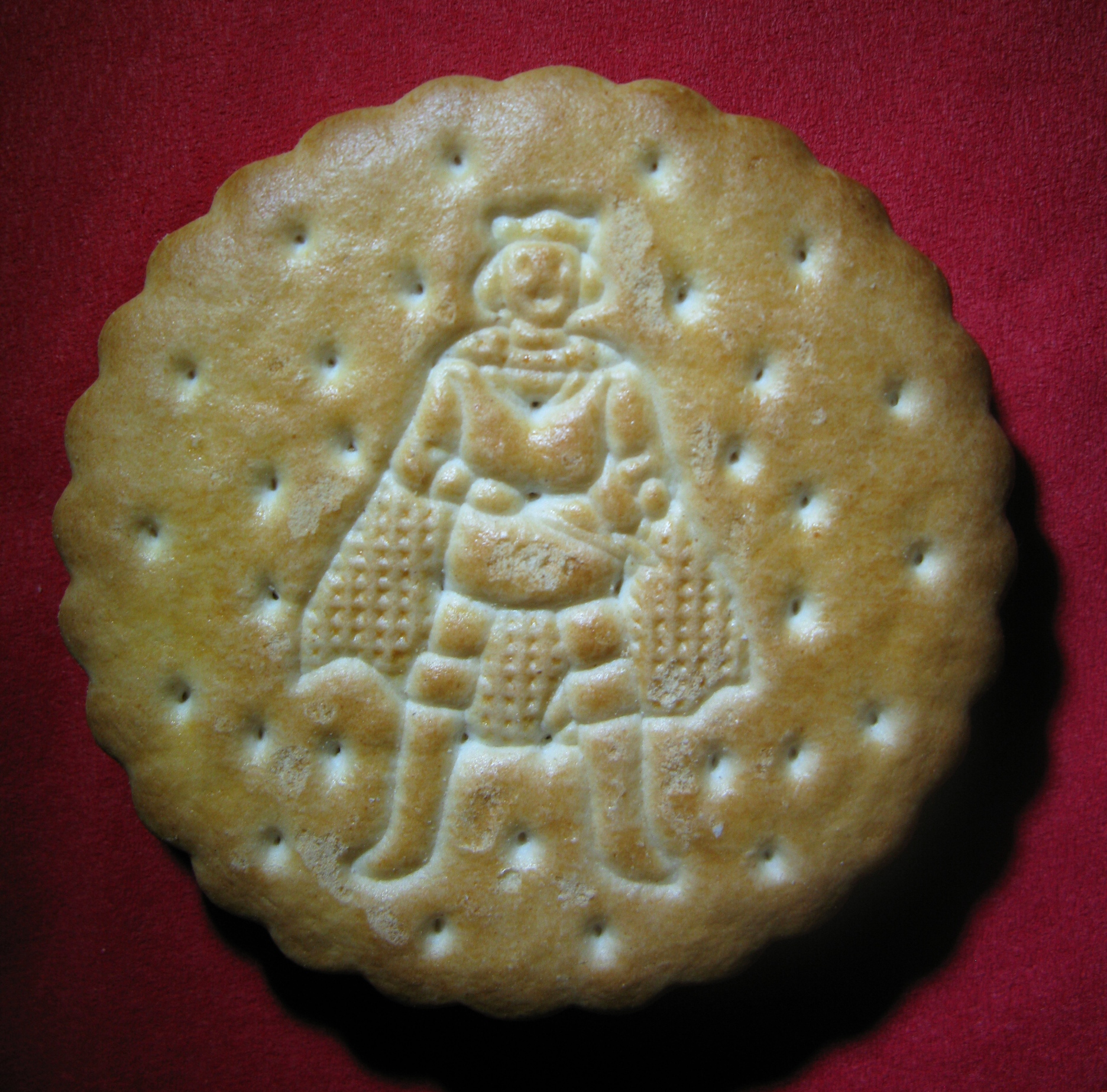
Design des Prinzen-Rolle-Doppelkekses (2013)

Der bekannteste Doppelkeks in Deutschland ist die hier seit 1955 hergestellte Prinzen Rolle. Sie wurde um 1870 vom belgischen Bäckermeister Edouard de Beukelaer erfunden, in einer kleinen Keksfabrik hergestellt und hieß ursprünglich Le petit prince fourrée („der kleine gefüllte Prinz“). Sein Sohn gründete 1955 auch in Deutschland eine Keksfabrik in Kempen am Niederrhein. Prinzenrolle ist ein Markenname der Firma Griesson – de Beukelaer. Die Marke wird mittlerweile jedoch in Kahla (Thüringen) produziert. Pro Jahr kommen in Deutschland etwa 35 Millionen Packungen in den Handel.
Der Prinzen Rolle sehr ähnliche Kekse werden inzwischen außerdem von anderen Herstellern und unter weiteren Marken angeboten, darunter Bahlsen („Hit“), Milka („Choco Pause“) und verschiedene Handelsmarken, teilweise auch in Bio-Qualität und mit Dinkelmehl.

### Andere Produkte

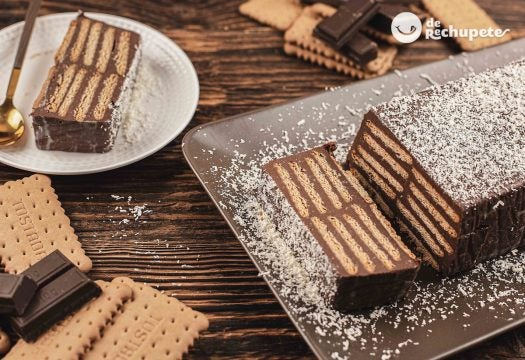
Kalter Hund – ähnelt in seinen Bestandteilen dem Doppelkeks

Neben den beschriebenen Doppelkeksen im eigentlichen Sinne gibt es zahlreiche weitere Süßigkeiten, die aus zwei Keksen oder anderen Backwaren und einer Füllung bestehen; hierzu zählen:
- Oreos, Schokoladenkekse mit weißer Cremefüllung von Nabisco
- Whoopie pies mit Deckeln aus weichem Kuchenteig
- Macarons mit Deckeln aus Baiser-ähnlicher Masse mit verschiedenen Füllungen, bekannt gemacht durch die französische Firma Ladurée
- Leibniz PiCK UP!, ein rechteckiger Doppelkeks mit einer festen Schokoladenfüllung von Bahlsen
- Kalter Hund ist eine aus Schokoladencreme auf Kokosfett-Basis und Butterkeksen  hergestellte Süßigkeit.
- Haselnussgebäck aus mürben Keksen mit heller Cremefüllung

## Herstellung
Der Doppelkeks wird wie der Butterkeks aus Hartkeksteig hergestellt. Doppel- oder auch Sandwichkekse gibt es in verschiedenen Formen, rund oder oval, mit Nougat- oder Kakaocreme und anderen Füllungen. Wenn die Kekse ausgestochen und gebacken den Durchlaufofen verlassen, laufen sie zunächst durch eine Kühlstrecke, damit sie Raumtemperatur erreichen. Dann gelangen sie per Transportband unter ein Magazin, aus dem die Füllmasse automatisch auf die Kekse dosiert wird. Diesen „Füllklecks“ erhält allerdings nur jeder zweite Keks oder je nach Anlage, jede zweite Reihe der Kekse. Das Band läuft weiter und erreicht die „Deckelstation“. Hier wird jedem Keks mit Füllklecks der unbefüllte Nachbarkeks als Deckel automatisch aufgesetzt. Schließlich geht es zur Verpackungsmaschine.